# Hof te Bever

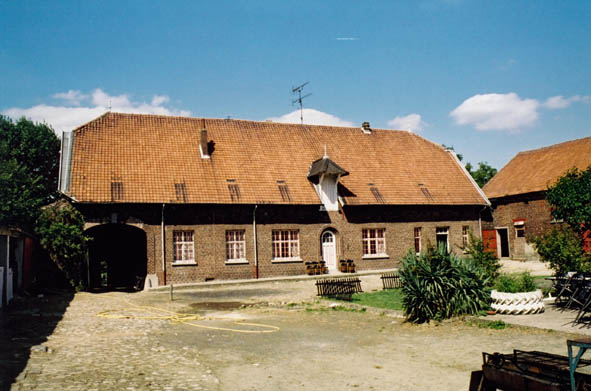
Hof te Bever in Strombeek-Bever

Het Hof te Bever is een 18de-eeuwse hoeve in de Belgische plaats Bever. Deze gesloten hoeve met een losstaand bakhuis dateert uit de eerste helft van de 18de eeuw (1702 - 1735).

## Geschiedenis
Het Hof te Bever is een voormalig pachthof van de abdij van Groot-Bijgaarden. Bij de stichting van de abdij van Groot-Bijgaarden in 1133 schonk de hertog van Brabant zijn allodium te Bever aan de kloostergemeenschap, die er een hof oprichtte. Door de godsdiensttroebelen op het einde van de zestiende eeuw werd de hoeve verwoest en een eerste maal heropgebouwd. De gebouwen werden nogmaals volledig vernieuwd tussen 1702 en 1773, waarbij naar aanleiding van de heropbouw de grote toegangspoort werd bekroond met het wapenschild van de toenmalige abdis van Groot-Bijgaarden. Tijdens de Franse Revolutie werd de hoeve onrechtmatig aangeslagen en zomaar openbaar verkocht in 1799. 
In 1928 liet de eigenaar Graaf de Villegas de Clercamp het pachthof heropbouwen in neotraditionele stijl; de jaartallen 1734 en 1928 op de imposten van het laadvenster boven de inrijpoort verwijzen naar de bouwgeschiedenis van de hoeve. Het wapenschild van de familie de Villegas de Clercamp boven de inrijpoort vervangt dit van de abdis.
Sinds 1996 is er een stoeterij gevestigd.